# Chassalia vanderystii
Chassalia vanderystii là một loài thực vật có hoa trong họ Thiến thảo. Loài này được (De Wild.) Verdc. mô tả khoa học đầu tiên năm 1975.